# Gut Aiderbichl
Gut Aiderbichl betreibt mehrere Tier-Gnadenhöfe. Das Stammhaus liegt in Henndorf am Wallersee und empfängt Besucher, ebenso wie die Anlagen in Deggendorf und Iffeldorf.
Aufgenommen werden neben Haustieren und Nutztieren auch ehemalige Labortiere und Wildtiere, die auf Hilfe und/oder veterinärmedizinische Versorgung angewiesen sind.

## Geschichte
Im Jahr 2000 gründete Michael Aufhauser mit seiner Frau Irene Florence Aufhauser die „Aufhauser Privatstiftung“. Der Name der Stiftung wurde im Jahr 2003 in „Gut Aiderbichl Privatstiftung“ umbenannt. Die Stiftung ist gemeinnützig und soll der Förderung der Allgemeinheit auf dem Gebiet des Tierschutzes in geistiger, kultureller, ethischer, aber auch materieller Hinsicht dienen.
2001 wurde der zuvor leerstehende Henndorfer Hof saniert, seitdem wächst der Bestand an Tieren. Zum Großteil handelt es sich um Nutztiere wie Pferde, Rinder oder Schweine, aber auch ehemalige Zirkustiere. Allein im Jahr 2001 erreichte Michael Aufhauser mit seinen Tierschutz-Aktionen 100 Millionen Menschen.
2002 unterstützte Gut Aiderbichl die Aufnahme von Tieren als Mitgeschöpfen in der Salzburger Landesverfassung. Am 9. März 2002 trat Michael Aufhauser das erste Mal im Musikantenstadl auf. Im gleichen Jahr wurde in Salzburg eine „Hundewiese“ gegründet.
2003 startete die Eurovisionssendung Weihnachten auf Gut Aiderbichl.
2005 erfolgte die Ausstrahlung des Fernsehfilms Ein Paradies für Tiere mit Francis Fulton Smith, Herbert Fux und Susanne Michel auf der Basis der Gründungsgeschichte von Gut Aiderbichl (ARD, ORF).
2006 startete die ARD-Doku-Serie „Die Tierretter von Aiderbichl“ (20 Folgen, 2 Staffeln).
Im Dezember 2006 wurde der zweite besuchbare Gutshof Gut Aiderbichl Deggendorf in Eichberg bei Deggendorf eröffnet.
2009 übernahm Gut Aiderbichl auf Anfrage der Republik Österreich und des Landes Niederösterreich 40 ehemalige Labor-Schimpansen, die auf dem Gelände des ehemaligen Safariparks Gänserndorf lebten.
Nach Abschluss der Versuchsreihe sollten die Schimpansen (die zum Teil mit HIV und Hepatitis infiziert wurden) im Safaripark Gänserndorf resozialisiert werden, der jedoch insolvent wurde.
2010 entstand in Frankreich ein Gut Aiderbichl für mehr als 100 gerettete Pferde.
2011 wurde der Fall der entlaufenen Kuh Yvonne von Medien und sozialen Netzwerken aufgegriffen und machte international auf Gut Aiderbichl aufmerksam. Die Vermarktung der Geschichte trug entscheidend zum Ausbau der Patenschaften bei.
Ein Freigehege für die ehemaligen Labor-Schimpansen wurde im September 2011 eröffnet.

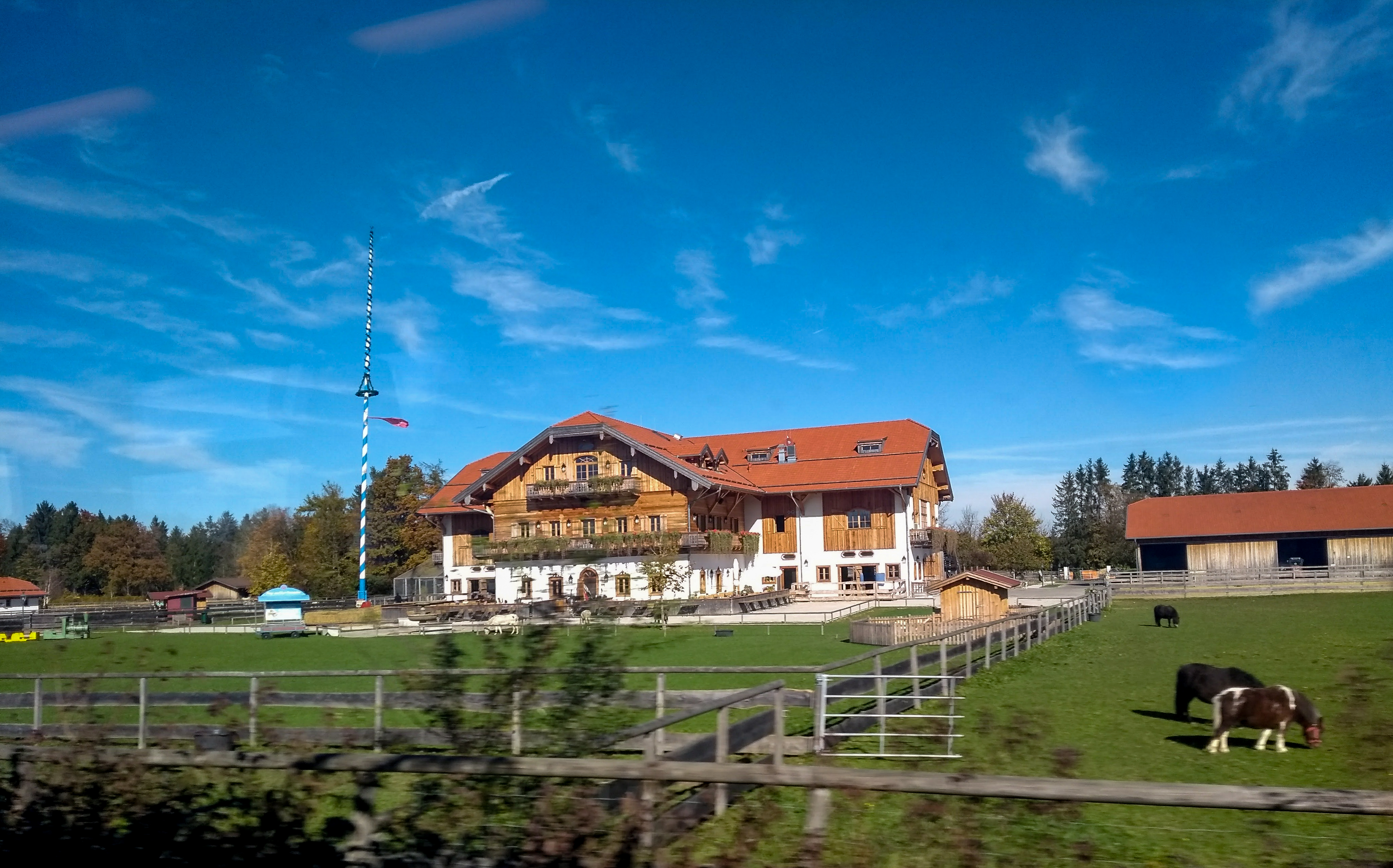
Gut Aiderbichl in Iffeldorf

2012 wurde in Iffeldorf im oberbayerischen Landkreis Weilheim-Schongau das dritte Gut für die Öffentlichkeit geöffnet. Hier leben 300 Tiere, darunter Rinder, Pferde, Schweine, Hunde, Katzen und ein ehemaliges Zirkuskamel.
Im Jahr 2015 nahm die Staatsanwaltschaft Ermittlungen wegen Betrugs gegen Gut Aiderbichl auf, siehe hierzu „Kritik“. Im gleichen Jahr wurde auf dem Gelände des vormaligen Safariparks Gänserndorf ein Papageienhaus und ein Fuchsgehege (4000 m²) eröffnet.
2016 wurden auf den 26 Gnadenhöfen in Österreich, Deutschland, der Schweiz und Frankreich rund 6000 Tiere betreut. Ein Teil der über 300 Beschäftigten zählte dabei zum Niedriglohn-Segment. Es wurden rund 16 Mio. Euro für laufende Kosten ausgegeben, davon 450.000 Euro Tierarztkosten. Gut Aiderbichl hat 160 festangestellte Mitarbeiter, 90 Betriebshelfer und 30 Ehrenamtliche beschäftigt.
2018 eröffnete Gut Aiderbichl ein Büro in Zürich. In Henndorf wurde eine Unterkunft für 50 Kühe geschaffen. Gut Aiderbichl bekam die Ballermann Ranch vermacht.
Ab 2021 wurden wegen des Krieges in der Ukraine auch evakuierte Tiere aus Tierheimen von Gut Aiderbichl versorgt. Zusätzlich wurden geflüchtete Tierbesitzer aufgenommen, die ihre Haustiere nicht im Kriegsgebiet zurücklassen wollten und mit ihnen die Grenze nach Österreich überquerten.
2022 evakuierte Gut Aiderbichl ein Tierheim (94 Hunde, 23 Katzen) aus Dobropillia (Ukraine) und pachtete dafür den Tierschutzhof Krevinghausen.

## Finanzierung
Gut Aiderbichl wurde oft durch Erbschaften unterstützt. 1997 heiratete der damals 45-jährige Michael Aufhauser eine 82-jährige Millionärin, deren Vermögen und den Grundbesitz er nach ihrem Tod 2002 erbte. Auch erbte Aiderbichl das Vermögen und die Immobilien reicher alter Tierfreunde.
Die österreichische Tageszeitung Die Presse recherchierte, dass die Fixkosten von jährlich rund 15 Millionen Euro für die 26 Gnadenhöfe (Stand 2016) zu zwei Dritteln Drittel durch Eintrittsgelder, Fanartikel und Patenschaften bestritten würden, während der Rest über Schenkungen und Erbschaften finanziert werde.
Dies wurde per Eigenaussage im März 2017 bestätigt, laut der sich „die drei besuchbaren Güter in Henndorf bei Salzburg (= Gut Aiderbichl), Iffeldorf und Deggendorf in der Hauptsache selbst [finanzieren], durch Eintrittsgelder, Merchandising und Patenschaften (verkaufte Jahreskarten).“ Die übrigen 23 Stiftungshöfe seien dagegen auf Spenden, Vermächtnisse und Nachlässe angewiesen.
Prominente Fürsprecher sind zum Beispiel Uschi Glas, Michael und Ralf Schumacher, Thomas Gottschalk und Patrick Lindner.

## Kritikpunkte
Fehlende Spendensiegel
2011 äußerte sich die Geschäftsführung gegenüber der Wiener Zeitung dazu, warum Gut Aiderbichl nicht das Österreichische Spendengütesiegel trage. Das Unternehmen sei erst seit 2008 rentabel und hätte als gemeinnützige Stiftung 2010 lediglich einen Jahresumsatz von 68.000 Euro. Ein Spendensiegel würde es dem Gesetzgeber ermöglichen, die Stiftung zu kontrollieren, was den Verwaltungsaufwand steigern würde.
Erbschaftsaffäre 2015
Im April 2015 wurde bekannt, dass die Staatsanwaltschaft gegen einen Verwalter von Gut Aiderbichl ermittelt. Dieser soll im Sommer 2010 einen damals 87-jährigen, vermögenden Tierliebhaber dazu bewegt haben, ein Testament zu Gunsten der Gut Aiderbichl Privatstiftung als Alleinerbin zu unterzeichnen. Laut Stiftung handelt es sich um einen Betrag von 1,3 Millionen Euro. Dabei sei sich der Unterzeichner „über den Inhalt des Testaments nicht im Klaren gewesen“. Das Zivilverfahren um das eingangs erwähnte Testament endete im April 2019 mit einem Vergleich, demzufolge Gut Aiderbichl an die Bundesländer Oberösterreich und Salzburg jeweils 200.000 Euro zu zahlen hat.

## Standorte der Stiftungshöfe
Je nach Standort werden unterschiedliche Tierarten versorgt und aufgenommen, was bei einigen der Gnadenhöfe bereits aus der Benennung hervorgeht.
- Beruhigungsstall (Ö)
- Gut Schellenberg (Seniorenstall) (Ö)[34]
- Gut Schellenberg (Clever Pig Lab) (Ö)
- Schroffner Gut (Ö)
- Köllerberger Hof (Ö)
- Eppenschwandtner Hof (Ö)
- Vierlinger Hof (Ö)
- Gut Spielberg (Ö)
- Gut Aiderbichl Salzburg (Ö)
- Gut Aiderbichl Maria Schmolln (Ö)[35]
- Katzenstift Traisen (Ö)[36]
- Gut Aiderbichl Kärnten (Ö)[37]
- Gut Aiderbichl Kilb (Ö)[38]
- Gut Aiderbichl Affen Refugium (Ö) im ehemaligen Safaripark Gänserndorf
- Gut Aiderbichl Gänserndorf (Ö)[39]
- Gut Aiderbichl Thanham (D)
- Gut Aiderbichl Moosfeldhof (D)
- Gut Aiderbichl Eslarn Pferde (D)
- Gut Aiderbichl Eslarn Rinder und Tauben (D)
- Gut Aiderbichl Katzenvilla (D)
- Katzenhaus Teufen (CH)[40]
- Gut Aiderbichl Frankreich Pferde (F)[41]
- Gut Aiderbichl Frankreich Katzenlandsitz (F)
- Schweighofer (Ö)[42]
- Gut Aiderbichl Rumänien[43]
- Gut Aiderbichl Osnabrück – Tierschutzhof Krevinghausen (D)[44]

## Veranstaltungen
- Jährlicher Ostermarkt
- Jährlicher Weihnachtsmarkt

## Fernsehsendungen
- Paradies für Tiere, ORF/ARD 2005[45]
- Die Tierretter von Aiderbichl, ARD 2006
- Weihnachten auf Gut Aiderbichl, Eurovision (ORF, ARD, SF), von 2003 bis 2012; 2016, 2017 auf ATV
- Gut Aiderbichl – Das Goldene Herz für Tiere, 2007, 2008
- Gut Aiderbichl – Zufluchtsort für Tiere, Spiegel TV[46]
- Advent auf Aiderbichl, ORF (seit 2013)
- Gnadenhof Gut Aiderbichl, ARTE (2014)[47]
- Kein Paradies für Mensch und Tier? – Am Schauplatz, ORF2 (Januar 2017)[48]
- Michael Aufhauser zu Gast im alpha-Forum, ARD-alpha (2013)[49]
- Dieter Ehrengruber in Leichter Leben – Astro TV[50]